# Ватсон, Карлос
Карлос Энрике Ватсон Симес (исп. Carlos Enrique Watson Simes; 22 ноября 1951 года, Лимон, Коста-Рика) — коста-риканский футболист и тренер.

## Биография
В 1970-е годы выступал за один из самых популярных клубов страны «Эредиано». В 32 года решил начать тренерскую карьеру, первым клубом стал «Алахуэленсе». В течение следующих лет работал со многими клубами страны, помимо «Алахуэленсе» — это «Эредиано», «Кармелита» и «Саприсса». Последнюю команду приводил к победе в чемпионате страны и в Лиги чемпионов КОНКАКАФ. Некоторое время работал селекционером в федерации футбола Коста-Рики.
С 1999 по 2001 год возглавлял молодёжную сборную Коста-Рики. В сентябре 2006 года исполнял обязанности главного тренера сборной Коста-Рики после ухода со своего поста Алешандре Гимарайнса. В 2012 году, спустя через шесть лет, вернулся к тренерской работе и был назначен главным тренером клуба «Уругвай де Коронадо». В 2015 году в третий раз возглавил «Саприссу».

## Семья
Является дядей известного коста-риканского футболиста Пауло Ванчопе. Зять (муж сестры) Висенте Ванчопе выступал за «Эредиано» и сборную страны.

## Достижения
- Чемпион Коста-Рики (3): 1993/94, 2016 (Инверно), 2017.
- Победитель Лиги чемпионов КОНКАКАФ (1): 1993.
- Финалист Межамериканского кубка (1): 1993.